# SamenBeverwijk

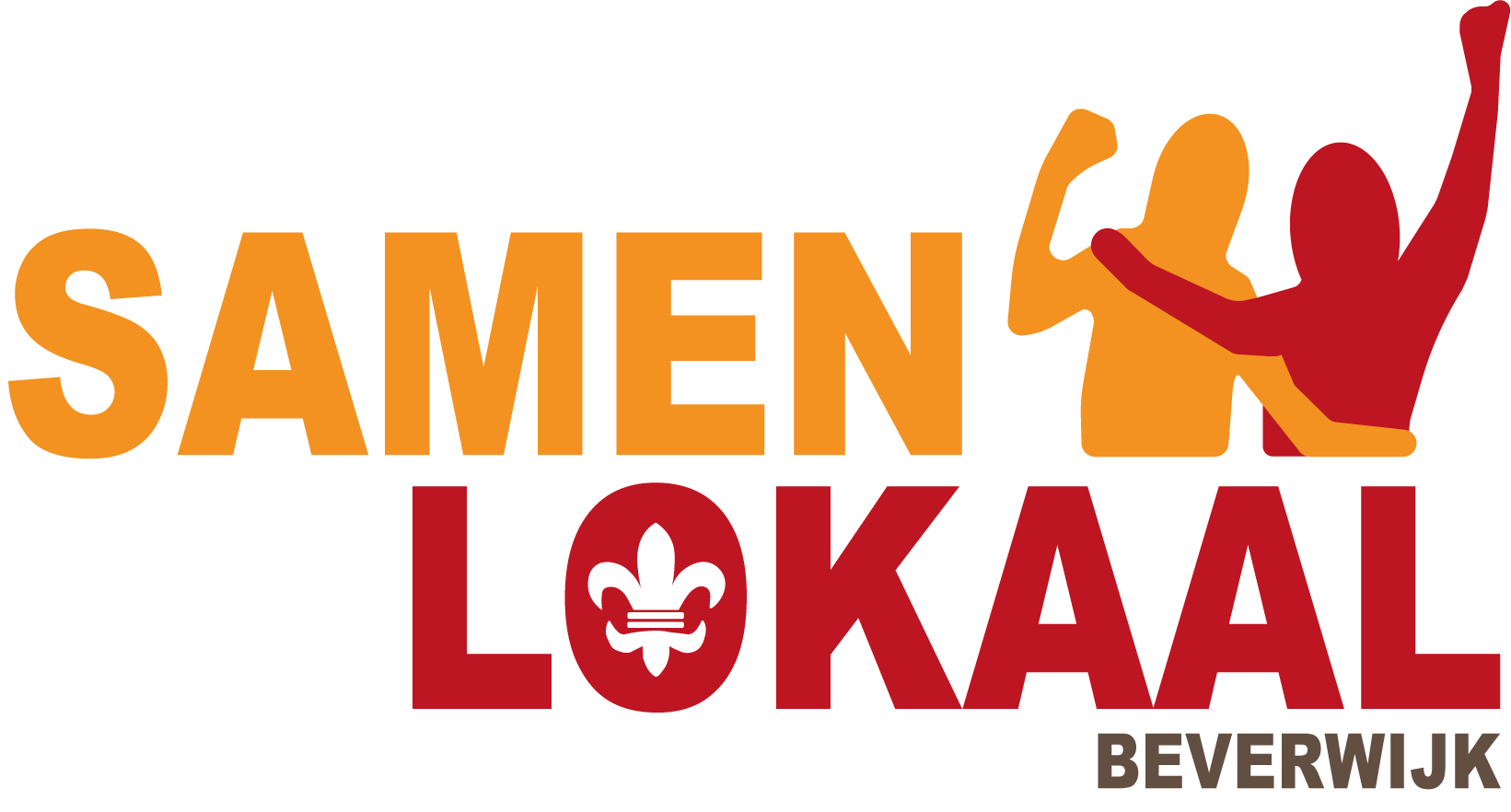
Het logo van Samen Lokaal Beverwijk

SamenBeverwijk is een lokale politieke vereniging actief binnen de Nederlandse gemeente Beverwijk (provincie Noord-Holland). De vereniging werd opgericht op 31 augustus 2017 en telt anno 2025 5 zetels in de gemeenteraad van Beverwijk. De vereniging voert de politieke aanduiding Samen Lokaal Beverwijk (afgekort: SLB).

## Historie
Vereniging SamenBeverwijk is in augustus 2017 opgericht. Dit gebeurde op initiatief van Ali Bal. Tot 29 oktober 2020 voerde de vereniging de politieke aanduiding SamenBeverwijk. Daarna werd de politieke aanduiding gewijzigd naar Samen Lokaal Beverwijk. Deze wijziging is tot stand gekomen door een samenwerking van vier raadsleden uit drie verschillende lokale partijen actief binnen de gemeente Beverwijk. De vier raadsleden waren: Ali Bal, Alex van Luijn, Mendes Stengs en Halil Kocak.